# Piotr Osiecki
Piotr Krzysztof Osiecki (ur. 22 grudnia 1961 w Sochaczewie) – polski rugbysta i samorządowiec, od 14 grudnia 2010 do 6 maja 2024 burmistrz Sochaczewa.
W 1978 rozpoczął karierę sportową w barwach Orkana Sochaczew, występował też w barwach AZS AWF Warszawa, Czarnych Bytom i klubów francuskich. Był reprezentantem Polski juniorów a następnie seniorów. W pierwszej reprezentacji rozegrał 35 spotkań zdobywając 25 punktów. Po zakończeniu kariery zawodniczej był dyrektorem MKS Orkan Sochaczew i MOSiR Sochaczew, pełni również funkcję sekretarza Komisji Rewizyjnej Polskiego Związku Rugby.
W kadencji 2006–2010 był wicestarostą powiatu sochaczewskiego, od 2010 do 2024 był burmistrzem Sochaczewa. Pełni funkcję pełnomocnika Prawicy Rzeczypospolitej na powiat sochaczewski.